# Relationsteorin
Relationsteorin är en låt från 2000 av och med den svenska rapparen Melinda Wrede. Låten nådde som högst plats 15 på svenska singellistan.
Låten har kallats "en feministklassiker".